# ミラ・クニス
ミラ・クニス（Mila Kunis, 本名: Milena Markovna Kunis; ウクライナ語: Мілена Марківна Куніс, ミレナ・マルコブナ・クニス、1983年8月14日 - ）は、アメリカ合衆国の女優である。
姓名は米語では「ミーラ・クーニス[ˈmiːlə ˈkuːnɪs]」という発音に近いが、日本では「ミラ・クニス」という表記が一般的である（その方が本来の発音に近い）。活動初期においては「ミラ・キュニス」と表記されることもあった。

## 来歴

### 生い立ち
出身は旧ソビエト連邦ウクライナ（ウクライナ・ソビエト社会主義共和国）のチェルニウツィーであり、両親は共にユダヤ人で、父親のマーク・クニスは機械技師、母親のエルバイラは物理教師兼薬局のマネージャーであり、兄がいる。1991年、家族でカリフォルニア州ロサンゼルスに移住し、高校卒業後はロヨラ・メアリーマウント大学に在籍。
左右非対称の瞳の色を持つ虹彩異色症である。

### キャリア
9歳の時、ビバリーヒルズのスタジオで演技のレッスンをしているところをマネージャーに見出される。いくつかのCMやカタログ撮影を経て、1995年からテレビに出演する。1998年から『ザット'70sショー』に出演してブレイクする。同年放送のテレビ映画『ジーア/悲劇のスーパーモデル』では、アンジェリーナ・ジョリーが扮するジア・キャランジの少女時代を演じた。昨今は顔の造作がアンジェリーナ・ジョリーに似つつあり、"第2のアンジー"との呼び声も高い。
1997年、14歳のときに、チャック・ノリス主演の人気アクションドラマ『炎のテキサス・レンジャー』に出演、「チャック・ノリスは私に戦い方を教えてくれました！」と愛情を込めて振り返っている。
2000年からは『ファミリー・ガイ』で、2005年からは『Robot Chicken』で声優を担当。
2008年公開の『寝取られ男のラブ♂バカンス』ではティーン・チョイス・アワードにノミネートされ、同年公開の『マックス・ペイン』ではマーク・ウォールバーグと共に主演した。
2010年にはダーレン・アロノフスキー監督の『ブラック・スワン』に出演し、第67回ヴェネツィア国際映画祭でマルチェロ・マストロヤンニ賞（新人賞）を受賞した。
2012年、アメリカの男性誌『エスクァイア』11月号で"最もセクシーな女性"に選出された。
2024年、強姦の罪で逮捕・起訴されたダニー・マスターソンの量刑を軽くするように嘆願する手紙を夫のアシュトン・カッチャーらとともに裁判官へ送っていたことが発覚し大きな非難を浴びた。

### 私生活
2002年から2010年まで、俳優のマコーレー・カルキンと交際していた。2012年からはアシュトン・カッチャーと交際し、2014年2月に婚約、2014年9月30日に第一子の女児が生まれた。2015年に挙式。アシュトンとは10代の頃に『ザット'70sショー』で恋人役を演じており、これが二人の馴れ初めとされ、ミラのファーストキスの相手でもあった。
2016年に第2子男児を出産。

## 主な出演作品

### 映画
| 公開年 | 邦題 原題                                                                   | 役名                       | 備考                          | 吹き替え           |
| ------ | --------------------------------------------------------------------------- | -------------------------- | ----------------------------- | ------------------ |
| 1995   | マイロ/呪われた人体実験 Make a Wish, Molly                                  | メリンダ                   |                               | （吹き替え版なし） |
| 1995   | ザ・ピラニア/殺戮生命体 Piranha                                             | スージー                   | テレビ映画                    | （吹き替え版なし） |
| 1997   | ミクロキッズ3 Honey, We Shrunk Ourselves                                    | ジル                       |                               | TBA                |
| 1998   | ジーア/悲劇のスーパーモデル Gia                                             | ジア（11歳）               | テレビ映画                    | TBA                |
| 2001   | 恋人にしてはいけない男の愛し方 Get Over It                                  | ベイスン                   |                               | （吹き替え版なし） |
| 2002   | アメリカン・サイコ2 American Psycho II: All American Girl                   | レイチェル                 |                               | TBA                |
| 2004   | Tony n' Tina's Wedding                                                      | ティナ                     | 日本未公開                    | N/A                |
| 2007   | After Sex アフターセックス After Sex                                        | ニッキー                   |                               | （吹き替え版なし） |
| 2007   | 理想の彼女と3日間で恋に落ちる方法 Moving McAllister                         | ミシェル・マカリスター     |                               | （吹き替え版なし） |
| 2008   | ミラ・クニス 監禁島 Boot Camp                                               | ソフィー                   |                               | （吹き替え版なし） |
| 2008   | 寝取られ男のラブ♂バカンス Forgetting Sarah Marshall                         | レイチェル・ジャンセン     |                               | たかはし智秋       |
| 2008   | マックス・ペイン Max payne                                                  | モナ・サックス             |                               | 朴璐美             |
| 2009   | シンディにおまかせ Extract                                                  | シンディ                   |                               | （吹き替え版なし） |
| 2010   | ザ・ウォーカー The Book of Eli                                              | ソラーラ                   |                               | 松井茜             |
| 2010   | デート & ナイト Date Night                                                  | ウィピット・トリプルホーン |                               | 木下紗華           |
| 2010   | ブラック・スワン Black Swan                                                 | リリー                     |                               | 小松由佳           |
| 2011   | ステイ・フレンズ Friends with Benefits                                      | ジェイミー                 |                               | 斉藤梨絵           |
| 2012   | テッド Ted                                                                  | ロリー                     |                               | 斉藤梨絵           |
| 2012   | Tar                                                                         | キャサリン                 |                               | N/A                |
| 2013   | オズ はじまりの戦い Oz: the Great and Powerful                              | セオドラ                   |                               | 小林沙苗           |
| 2013   | マイ・ブラザー 哀しみの銃弾 Blood Ties                                      | ナタリー                   |                               | 鳴海杏子           |
| 2013   | サード・パーソン Third Person                                               | ジュリア                   |                               | 櫻井智             |
| 2014   | 余命90分の男 The Angriest Man in Brooklyn                                   | シャロン医師               |                               | ちふゆ             |
| 2014   | ANNIE/アニー Annie                                                          | アンドレア・アルヴィン     | カメオ出演                    | 小林未沙           |
| 2015   | ジュピター Jupiter Ascending                                                | ジュピター・ジョーンズ     |                               | 東條加那子         |
| 2016   | バッド・ママ Bad Moms                                                       | エイミー・ミッチェル       |                               | 小松由佳           |
| 2017   | バッド・ママのクリスマス A Bad Moms Christmas                               | エイミー・ミッチェル       | 日本劇場未公開、Netflixで配信 | 小松由佳           |
| 2018   | バッド・スパイ The Spy Who Dumped Me                                        | オードリー・ストックトン   |                               | （吹き替え版なし） |
| 2019   | みんなあつまれ! ワンダーパーク Wonder Park                                  | グレタ                     | 日本劇場未公開 声の出演       | 浅野真澄           |
| 2020   | フォー・グッド・デイズ Four Good Days                                       | モリー                     | 日本劇場未公開                | 小松由佳           |
| 2021   | ブレイキング・ニュース・イン・ユバ・カウンティ Breaking News in Yuba County | ナンシー                   | [ 11 ]                        | （吹き替え版なし） |
| 2022   | 私は世界一幸運よ Luckiest Girl Alive                                        | アーニー・ファネリ         | [ 12 ]                        | 小松由佳           |
| 2024   | Goodrich                                                                    | Grace Goodrich             | 兼製作総指揮                  |                    |
| 2025   | ナイブズ・アウト: ウェイク・アップ・デッドマン Wake Up Dead Man             | ジェラルディン・スコット   |                               |                    |

### テレビ
| 放映年      | 邦題 原題                                                | 役名                         | 備考                                    | 吹き替え     |
| ----------- | -------------------------------------------------------- | ---------------------------- | --------------------------------------- | ------------ |
| 1994        | デイズ・オブ・アワ・ライブス Days of Our Lives           | Young Hope                   | 1エピソード                             |              |
| 1994-1995   | ベイウォッチ Baywatch                                    | ボニー/アニー                | 2エピソード                             |              |
| 1997        | 炎のテキサス・レンジャー Walker, Texas Ranger            | ペッパー                     | シーズン4 第15話 "Last Hope"            |              |
| 1998–2006   | ザット'70sショー That '70s Show                          | ジャッキー・ブルキャート     | 200エピソード                           | たかはし智秋 |
| 1999-継続中 | ファミリー・ガイ Family Guy                              | メグ・グリフィン（声の出演） |                                         |              |
| 2002        | マッドTV! Mad TV                                         | デイジー                     | 1エピソード                             |              |
| 2005        | パンクト Punk'd                                          | 本人                         | 1エピソード                             |              |
| 2011        | セサミストリート Sesame Street                           | 本人                         | 1エピソード                             |              |
| 2014        | チャーリー・シーンのハーパー★ボーイズ Two and a Half Men | ヴィヴィアン                 | シーズン11 第19話 "運命の相手はどっち?" |              |

### コンピュータゲーム
| 発売年 | 邦題 原題                          | 役名                   | 備考     |
| ------ | ---------------------------------- | ---------------------- | -------- |
| 2006   | Saints Row                         | ターニャ・ウィンターズ | 声の出演 |
| 2006   | Family Guy Video Game!             | メグ・グリフィン       | 声の出演 |
| 2012   | Family Guy: Back to the Multiverse | メグ・グリフィン       | 声の出演 |
| 2014   | Family Guy: The Quest for Stuff    | メグ・グリフィン       | 声の出演 |